# Laguna Tábanos
La laguna Tábanos es un cuerpo de agua superficial natural ubicado en la Región de Magallanes, cerca del fronterizo monte Aymond.

## Historia
Luis Risopatrón lo describe en su Diccionario Jeográfico de Chile de 1924:: 859 
Tábanos (Laguna de los) 52° 08' 69° 43' Es pequeña, de aguas permanentes i se encuentra al W del monte Aymond, cercana al S de la línea de límites con la Arjentina. 122, p. 97; 134; i 156. Tábanos (Portezuelo Los) 37° 21' 71° 11' Se abre a 1 840 m de altitud, en el cordón limitáneo con la Arjentina, al E de la laguna de La Laja; la línea de frontera se pactó en 1904. 134; i 156; paso en 120, p. 181; i punto accesible en la p. 170.